# Sulislao
Sulislao (en polaco: Sulisław; fallecido en 1241) fue un noble polaco que vivió en la primera mitad del siglo XIII.
Es mencionado en un documento de 1238. El cronista Jan Dlugosz lo menciona como el hermano del voivoda de Cracovia Vladimir, y que después de su muerte en la batalla de Chmielnik Sulislao estuvo al frente de los caballeros de la Pequeña Polonia enviados para ayudar al duque Enrique II el Piadoso y murió en la batalla de Liegnitz.
Según una antigua historiografía polaca provenía de la aristocrática familia Gryfici de la Pequeña Polonia, y que su hijo fue Clemente de Ruszcza quien se convirtió en voivoda de Cracovia y fue un estrecho colaborador de Boleslao el Casto. Sin embargo, estudios más recientes relacionan a Sulislao y a su hermano Vladimir con la antigua familia polaca Duninowie.